# 林博丘陵 (伊利諾伊州)
林博丘陵（英語：Rainbow Hills）是位於美國伊利諾伊州凱恩縣的一個非建制地區。該地的面積和人口皆未知。

## 地理
林博丘陵的座標為41°55′10″N 88°22′12″W / 41.91944°N 88.37000°W，而該地的平均海拔高度為255米（即837英尺）。